# 杉浦力
杉浦 力（すぎうら つとむ、1939年11月27日 - ）は、日本の総務官僚。総務事務次官や、会計検査院長を務めた。愛知県出身。

## 人物
愛知学芸大学（現愛知教育大学）を卒業後総理府に採用される。1977年恩給局第3課長。その後各課長や警察庁出向を経て、1988年恩給局次長。1992年人事局長。1995年総務事務次官となる。1996年辞職し、1997年会計検査院検査官。2002年会計検査院長となり、2004年定年退官を前に辞職する。
2010年春の叙勲で瑞宝大綬章を受章。

## 略歴
- 1962年3月：愛知学芸大学学芸学部（現愛知教育大学教育学部）卒業[2]
- 1962年4月：総理府入府
- 1977年12月：恩給局第3課長
- 1979年4月：恩給局第4課長
- 1979年6月：内閣総理大臣官房参事官（広報）兼北方対策本部参事官
- 1981年4月：日本学術会議事務局総務部庶務課長
- 1983年7月：青少年対策本部参事官
- 1984年7月：賞勲局総務課長
- 1985年4月：内閣総理大臣官房特別基金検討調査室長
- 1987年2月：警察庁中部管区警察局総務部長
- 1988年7月：総務庁恩給局次長
- 1989年5月：長官官房審議官（官房調整部門担当）
- 1990年7月：青少年対策本部次長
- 1992年7月：人事局長
- 1995年6月：総務事務次官
- 1996年6月：科学技術振興事業団設立委員
- 1996年7月：依願退官
- 1997年2月：会計検査院検査官
- 2002年7月：会計検査院長職務代行
- 2002年8月：会計検査院長
- 2004年2月：任期満了退官
- 2010年5月：瑞宝大綬章